# Holophleps brevigena
Holophleps brevigena är en stekelart som beskrevs av Mikhail Vasilievich Kozlov 1966. Holophleps brevigena ingår i släktet Holophleps och familjen trefåresteklar. Inga underarter finns listade i Catalogue of Life.